# Закусило Олексій Анатолійович
Олексі́й Анато́лійович Закуси́ло (1996—2023) — навідник 1 розвідувального відділення розвідувального взводу 2 аеромобільного батальйону 46-ї окремої аеромобільної бригади (46 ОАеМБр, в/ч А4350, м. Полтава) Десантно-штурмових військ Збройних сил України. Учасник російсько-української війни.

## Життєпис
Народився 17 серпня 1996 року в селищі Лугини Коростенського району Житомирської області. У 2002—2013 роках навчався у Лугинській ЗОШ № 1. Відвідував спортивні секції, брав участь у більшості шкільних, районних та обласних змагань. Отримав декілька спортивних відзнак і розряд з вільної боротьби. Після закінчення школи вступив до Житомирського національного університету на факультет «Екологія і право». В університеті грав у КВК у команді «Житомирський стандарт», в 2016 році здобув чемпіонство КВК міста Житомир. Потім грав у команді «ЧБРМ» (Чотири Брата Різних Мам), виграли кубок. У 2017 році вступив до Житомирського державного університету імені І. Франка на факультет фізичного виховання та спорту (заочно). Декілька років був вчителем фізичного виховання в літніх таборах. Паралельно із навчанням малював картини на замовлення, працював за кордоном.
З початком повномасштабної війни записався до лав цивільної оборони, навчався стрільби та медицини. Готувався до контрактної служби.

## Військова служба та обставини загибелі
2 листопада 2022 року підписав контракт зі Збройними силами України. Підготовку проходив у 199-му навчальному центрі (199 НЦ, в/ч А2900, м. Житомир) Десантно-штурмових військ Збройних сил України. Потім службу проходив у складі 46-ї окремої аеромобільної бригади (46 ОАеМБр, в/ч А4350, м. Полтава) Десантно-штурмових військ Збройних сил України.
Трагічно загинув 17 січня 2023 року в районі міста Соледар Бахмутського району Донецької області під час ворожого обстрілу.
Похований 27 січня 2023 року в селі Лугинки Лугинської територіальної громади Коростенського району Житомирської області.

## Нагороди
- 28 вересня 2023 року — «за особисту мужність і героїзм, виявлені у захисті державного суверенітету та територіальної цілісності України», відзначений — нагороджений орденом «За мужність» III ступеня (посмертно[2]).
- Рішенням сесії № 1154 Лугинської селищної ради від 12 жовтня 2023 року Олексію присвоєно звання «Почесний громадянин Лугинської громади»[3].

## Вшанування пам'яті
Фото Героя можна зустріти на «Дошці Пам'яті Героям Лугинської територіальної громади» в селищі Лугини біля меморіального комплексу «Захисникам незалежності України» на вулиці Михайла Грушевського.